# 2008 au Cameroun
Cet article présente les faits marquants de l'année 2008 au Cameroun.

## Évènements
- 20 au 26 février : émeutes populaires qui se soldent par une vingtaine de morts selon les sources officielles. Cette semaine donne lieu aux pires troubles que le pays ait connu depuis les « villes mortes » décrétées dans les années 1990. En cause le projet d'amendement constitutionnel qui permettrait au président actuel, Paul Biya, de briguer un nouveau mandat. La cherté de la vie est aussi une des raisons principales de ce vaste mouvement populaire.
- Dimanche 18 mai 2008 : lors d'une perquisition dans les locaux d'une association de soutien aux immigrants camerounais du XVIIIe arrondissement de Paris, la police urbaine de proximité a découvert plusieurs milliers de faux papiers. Six ressortissants camerounais ont été interpellés.
- Vendredi 31 octobre 2008 : des pirates de la presqu'île de Bakassi ont attaqué dans la nuit un navire affrété par le groupe pétrolier Total dans le golfe de Guinée et enlève 10 membres d'équipage dont sept Français, deux Camerounais et un Tunisien. Selon le ministère français des Affaires étrangères : « Nous avons des idées sur les personnes qui ont commis cette attaque et les raisons de cette attaque »[1].
- Mercredi 7 décembre 2008 : une pirogue en bois motorisée qui transportait environ 60 personnes à son départ le 6 décembre au soir de Lagos pour Libreville, est prise dans une tempête et se brise entre l'île de Bioko et le Sud du Cameroun. Seulement six personnes – quatre Burkinabés et deux Nigérians – qui s'étaient accrochées à une planche, ont pu être secourues lundi par des pêcheurs camerounais.